# Lista światowego dziedzictwa UNESCO w Irlandii
Lista światowego dziedzictwa UNESCO w Irlandii – lista miejsc w Irlandii wpisanych na listę światowego dziedzictwa UNESCO, ustanowionej na mocy Konwencji w sprawie ochrony światowego dziedzictwa kulturowego i naturalnego, przyjętej przez UNESCO na 17. sesji w Paryżu 16 listopada 1972 i ratyfikowanej przez Irlandię 16 września 1991 roku.
Obecnie (stan w 2018 roku) na liście znajdują się dwa wpisy o charakterze dziedzictwa kulturowym.
Na irlandzkiej liście informacyjnej UNESCO – liście obiektów, które Irlandia zamierza rozpatrzyć do zgłoszenia do wpisu na listę światowego dziedzictwa, znajduje się siedem obiektów (stan w roku 2018).

## Obiekty na liście światowego dziedzictwa UNESCO
Poniższa tabela przedstawia irlandzkie wpisy na liście światowego dziedzictwa UNESCO:
Nr ref. – numer referencyjny UNESCO;
Obiekt – polskie tłumaczenie nazwy wpisu na liście wraz z jej angielskim oryginałem;
Położenie – miasto, hrabstwo; współrzędne geograficzne;
Typ – klasyfikacja według Komitetu Światowego Dziedzictwa:
- kulturowe (K),
- przyrodnicze (P),
- kulturowo–przyrodnicze (K,P);

Rok wpisu – roku wpisu na listę;
Opis – krótki opis wpisu wraz z informacjami o jego zagrożeniu.
| Nr ref. | Obiekt | Zdjęcie | Położenie                                        | Typ            | Rok  | Opis |
| ------- | --- | ------- | ------------------------------------------------ | -------------- | ---- | --- |
| 659     | Zespół zabytków archeologicznych w Brú na Bóinne Brú na Bóinne – Archaeological Ensemble of the Bend of the Boyne |         | Meath 53°41′30″N 6°27′00″W/53,691667 -6,450000   | K (i)(iii)(iv) | 1993 | Trzy stanowiska prehistoryczne w Brú na Bóinne: Newgrange, Knowth i Dowth – największy w Europie zespół prehistorycznej sztuki megalitycznej.                                                                |
| 757     | Skellig Michael Sceilg Mhichíl                                                                                    |         | Kerry 51°46′18″N 10°32′18″W/51,771667 -10,538333 | K (iii)(iv)    | 1996 | Dobrze zachowany średniowieczny zespół klasztorny, najprawdopodobniej z VII w., położony na stromych zboczy skalistej wysepki Skellig Michael, leżącej ok. 10 km od południowo-zachodnich wybrzeży Irlandii. |

## Obiekty na irlandzkiej Liście Informacyjnej UNESCO
Poniższa tabela przedstawia obiekty na irlandzkiej Liście Informacyjnej UNESCO:
Nr ref. – numer referencyjny UNESCO;
Obiekt – polskie nazwa obiektu wraz z jej angielskim oryginałem na irlandzkiej Liście Informacyjnej;
Położenie – miasto, hrabstwo; współrzędne geograficzne;
Typ – klasyfikacja według zgłoszenia:
- kulturowe (K),
- przyrodnicze (P),
- kulturowo–przyrodnicze (K,P);

Rok wpisu – roku wpisu na Listę Informacyjną;
Opis – krótki opis obiektu wraz z informacjami o jego zagrożeniu.
| Nr ref. | Obiekt | Zdjęcie | Położenie                                                                              | Typ             | Rok  | Opis |
| ------- | --- | ------- | -------------------------------------------------------------------------------------- | --------------- | ---- | --- |
| 5522    | Burren The Burren |         | Clare Galway 53°03′08″N 9°03′43″W/53,052222 -9,061944                                  | K, P (v)(viii)  | 2010 | Płaskowyż znany z krajobrazu krasowego o charakterystycznej rzeźbie terenu, m.in. z lapiazami, lejami i poljami. Odnotowano tu obecność ponad 70% gatunków roślin występujących w Irlandii. Na płaskowyżu znajduje się ponad 2700 obiektów dawnych kultur.              |
| 5523    | Historyczne centrum Dublinu The Historic City of Dublin                                                                                 |         | Dublin 53°20′39″N 6°16′03″W/53,344167 -6,267500                                        | K (ii)(iv)(vi)  | 2010 | Dobrze zachowana zabudowa historycznego centrum w stylu georgiańskim z lat 1714–1830. |
| 5524    | Céide Fields i północno-zachodnie bagna Mayo The Céide Fields and North West Mayo Boglands                                              |         | Mayo 54°16′48″N 9°22′15″W/54,280000 -9,370833 54°14′12″N 9°43′11″W/54,236667 -9,719722 | K (iv)(v)       | 2010 | Céide Fields – krajobraz neolityczny z pozostałościami budowli megalitycznych sprzed ok. 5700 lat: grobowców i domów mieszkalnych i gospodarstw z polami ogrodzonymi kamiennym murem. Wiele z nich zachowało się w nienaruszonym stanie pod kilkumetrową warstwą torfu. |
| 5525    | Zachodnie forty kamienne Western Stone Forts                                                                                            |         |                                                                                        | K (iii)(iv)(v)  | 2010 | Pozostałości wczesnośredniowiecznych (700–1000) osad fortecznych w zachodniej Irlandii. |
|         | Dún Aengus |         | Galway 53°07′33″N 9°46′05″W/53,125833 -9,768056                                        |                 |      | |
|         | Cahercommaun |         | Galway 53°00′53″N 9°04′14″W/53,014722 -9,070556                                        |                 |      | |
|         | Caherconree |         | Galway 52°12′11″N 9°51′14″W/52,203056 -9,853889                                        |                 |      | |
|         | Benagh |         | Galway 52°06′00″N 9°37′06″W/52,100000 -9,618333                                        |                 |      | |
|         | Staigue |         | Galway 51°48′19″N 10°00′57″W/51,805278 -10,015833                                      |                 |      | |
| 5526    | Miasto klasztorne Clonmacnoise i jego krajobraz kulturowy The Monastic City of Clonmacnoise and its Cultural Landscape                  |         | Offaly 53°19′40″N 7°58′43″W/53,327778 -7,978611                                        | K (iv)(v)       | 2010 | Unikalny wczesnośredniowieczny zespół klasztorny. |
| 5527    | Klasztory wczesnośredniowieczne Early Medieval Monastic Sites                                                                           |         |                                                                                        | K (iii)(iv)(vi) | 2010 | Sześć wczesnośredniowiecznych klasztorów chrześcijańskich – reprezentatywnych centrów sztuki i edukacji w średniowiecznej Irlandii. |
|         | Clonmacnoise |         | Offaly 53°19′40″N 7°58′43″W/53,327778 -7,978611                                        |                 |      | |
|         | Opactwo w Durrow |         | Offaly 53°16′22″N 7°48′01″W/53,272778 -7,800278                                        |                 |      | |
|         | Glendalough |         | Wicklow 53°00′37″N 6°17′25″W/53,010278 -6,290278                                       |                 |      | |
|         | Inis Cealtra |         | Clare 52°48′46″N 8°26′35″W/52,812778 -8,443056                                         |                 |      | |
|         | Opactwo w Kells |         | Meath 53°43′33″N 6°52′45″W/53,725833 -6,879167                                         |                 |      | |
|         | Monasterboice |         | Louth 53°46′48″N 6°24′12″W/53,780000 -6,403333                                         |                 |      | |
| 5528    | Siedziby królewskie w Irlandii The Royal Sites of Ireland: Cashel, Dún Ailinne, Hill of Uisneach, Rathcroghan Complex, and Tara Complex |         |                                                                                        | K (iii)(iv)(vi) | 2010 | Siedziby królewskie w czterech prowincjach Ulster, Leinster, Munster i Connaught oraz w regionie Meath; miejsca koronacji królów, uroczystości i zgromadzeń, symbole przejścia z pogaństwa na chrześcijaństwo.                                                          |
|         | Rock of Cashel |         | Tipperary 52°31′17″N 7°53′16″W/52,521389 -7,887778                                     |                 |      | |
|         | Dún Ailinne |         | Kildare 53°07′03″N 6°45′50″W/53,117500 -6,763889                                       |                 |      | |
|         | Hill of Uisneach |         | Westmeath 53°29′16″N 7°31′43″W/53,487778 -7,528611                                     |                 |      | |
|         | Rathcroghan |         | Roscommon 53°46′46″N 8°15′18″W/53,779444 -8,255000                                     |                 |      | |
|         | Tara |         | Meath 53°35′09″N 6°33′42″W/53,585833 -6,561667                                         |                 |      | |